# B-Sides (Helix)
B-Sides è un album raccolta degli Helix, uscito nel 1999 per l'etichetta discografica Beak Records.

## Tracce
1. Jaws of the Tiger (Hackman, Vollmer) 3:42
2. Danger Zone (Hackman, Vollmer) 4:25
3. S-E-X-Rated (Doerner, Vollmer) 2:32
4. Wanting You (O'Brien, Werner) 4:15
5. You Got Me Chained (Marinaccio, Vandenburg, Vollmer) 3:15
6. Devil's Gate (Chichkan) 3:32
7. Love Is a Crazy Game (Hackman, Lyell, Marinaccio) 4:28
8. Take It or Leave It (Novosel, Prior) 3:36
9. You Got the Love That I Like (Hackman, Lyell) 4:28
10. Let the Good Times Roll (Dexter, Hackman) 5:53
11. Like Taking Candy from a Baby [traccia nascosta] (Doerner, Vollmer) 2:51
12. Thinking It Over [traccia nascosta] (Del Shannon) 3:06